# Bryan Johnson (futbolista)
Bryan Arturo Johnson (El Progreso, Yoro, Honduras; 9 de octubre de 1989) es un futbolista hondureño. Juega de defensa central y actualmente milita en el Platense de la Liga de Ascenso de Honduras.

## Trayectoria
Bryan Johnson se formó en las Fuerzas Básicas Olimpistas (FBO), cantera del Club Deportivo Olimpia. Su carrera profesional la inició en 2011 en el Club Deportivo Olimpia de la Liga Nacional de Fútbol de Honduras, pero con este club no tuvo la chance de jugar y luego fue cedido al Diriangén Fútbol Club de la Primera División de Nicaragua.
A su regreso a Honduras fichó por el Platense Fútbol Club, y posteriormente por el Club Deportivo Honduras de El Progreso donde jugó hasta mediados de 2014.

## Clubes
| Club              | País      | Año             |
| ----------------- | --------- | --------------- |
| Olimpia           | Honduras  | 2011            |
| Diriangén         | Nicaragua | 2011            |
| Platense          | Honduras  | 2012 - 2013     |
| Honduras Progreso | Honduras  | 2014            |
| Olimpia           | Honduras  | 2014 - 2016     |
| Vida              | Honduras  | 2017            |
| Honduras Progreso | Honduras  | 2017            |
| Marathón          | Honduras  | 2018 - 2021     |
| Honduras Progreso | Honduras  | 2021 - 2022     |
| Real Juventud     | Honduras  | 2022 - 2023     |
| Platense          | Honduras  | 2023 - Presente |

## Palmarés

### Campeonatos nacionales
| Título                      | Club              | País     | Año  |
| --------------------------- | ----------------- | -------- | ---- |
| Liga de Ascenso de Honduras | Honduras Progreso | Honduras | 2014 |
| Copa de Honduras            | Olimpia           | Honduras | 2015 |
| Liga Nacional de Honduras   | Olimpia           | Honduras | 2015 |
| Copa Presidente             | Marathon          | Honduras | 2017 |
| Liga Nacional de Honduras   | Marathon          | Honduras | 2018 |

### Copas nacionales
| Título                | Club              | País     | Año  |
| --------------------- | ----------------- | -------- | ---- |
| Supercopa de Honduras | Honduras Progreso | Honduras | 2014 |